# König Midas (Oper)
König Midas ist eine „komische Oper“ in einem Akt von Wilhelm Kempff. Er selbst verfasste auch das Libretto. Dieses basiert auf dem 1775 von Christoph Martin Wieland geschriebenen Textbuch zum Singspiel Das Urteil des Midas, das wiederum Ovids Musikwettstreit zwischen Pan und Apollo variiert. Das Werk erlebte seine Uraufführung am 18. Januar 1931 in Königsberg.

## Handlung
Die Oper spielt in Phrygien zur Zeit des klassischen Altertums.
Der hässliche Hirtengott Pan und der mit einem wohlgeformten Körper ausgestattete Gott des Lichts Apollon befinden sich in einem heftigen Streit. Jeder von ihnen behauptet, der bessere Sänger zu sein. Weil jeder auf seinem Standpunkt beharrt, muss ein Schiedsrichter her. Schließlich einigen sie sich darauf, dass König Midas den Wettstreit mit seinem Urteil beenden soll. Nachdem die Gesänge verklungen sind, erwarten alle Zuhörer, dass Midas Apollon zum Sieger erklären werde. Doch zu Aller Überraschung entscheidet er sich zugunsten von Pan. Darüber gerät Apollon so sehr in Zorn, dass er sich für das Fehlurteil an dem König rächt, indem er ihm zwei Eselsohren wachsen lässt.